# Kobresia myosuroides
Kobresia myosuroides là loài thực vật có hoa trong họ Cói. Loài này được (Vill.) Fiori mô tả khoa học đầu tiên năm 1896.

## Hình ảnh

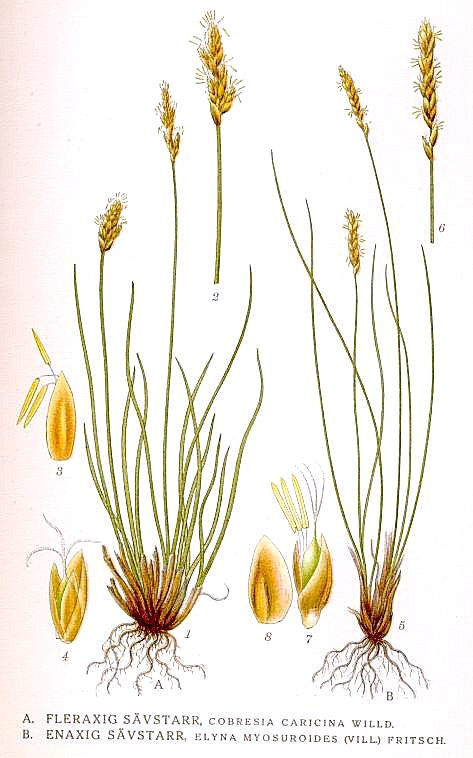
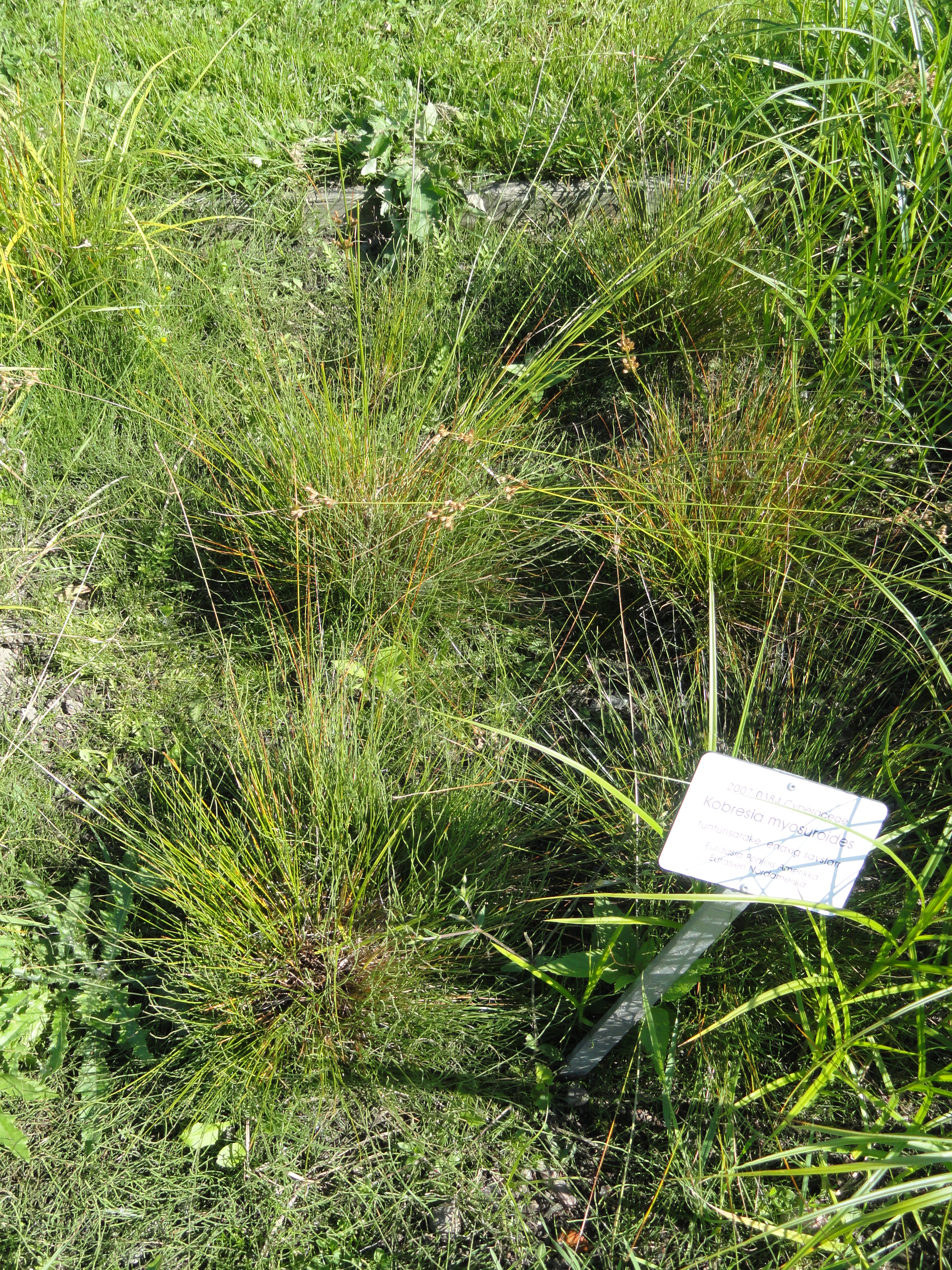
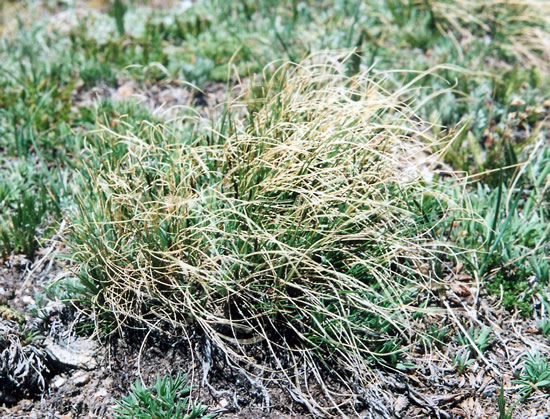